# Miriam Baruch Chalfi

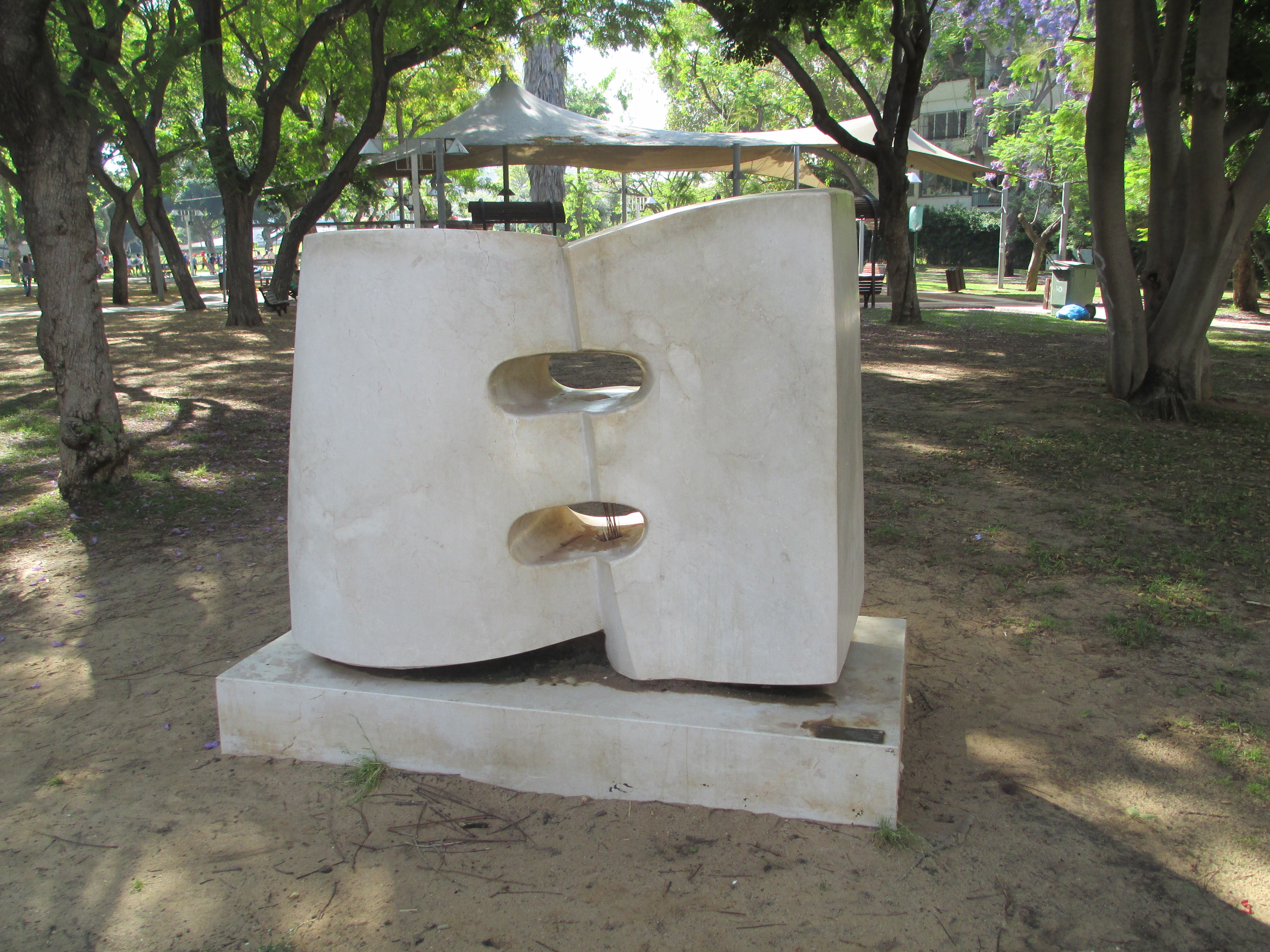
Rzeźba Miriam Halfi w Parku Dubnov w Tel Awiwie

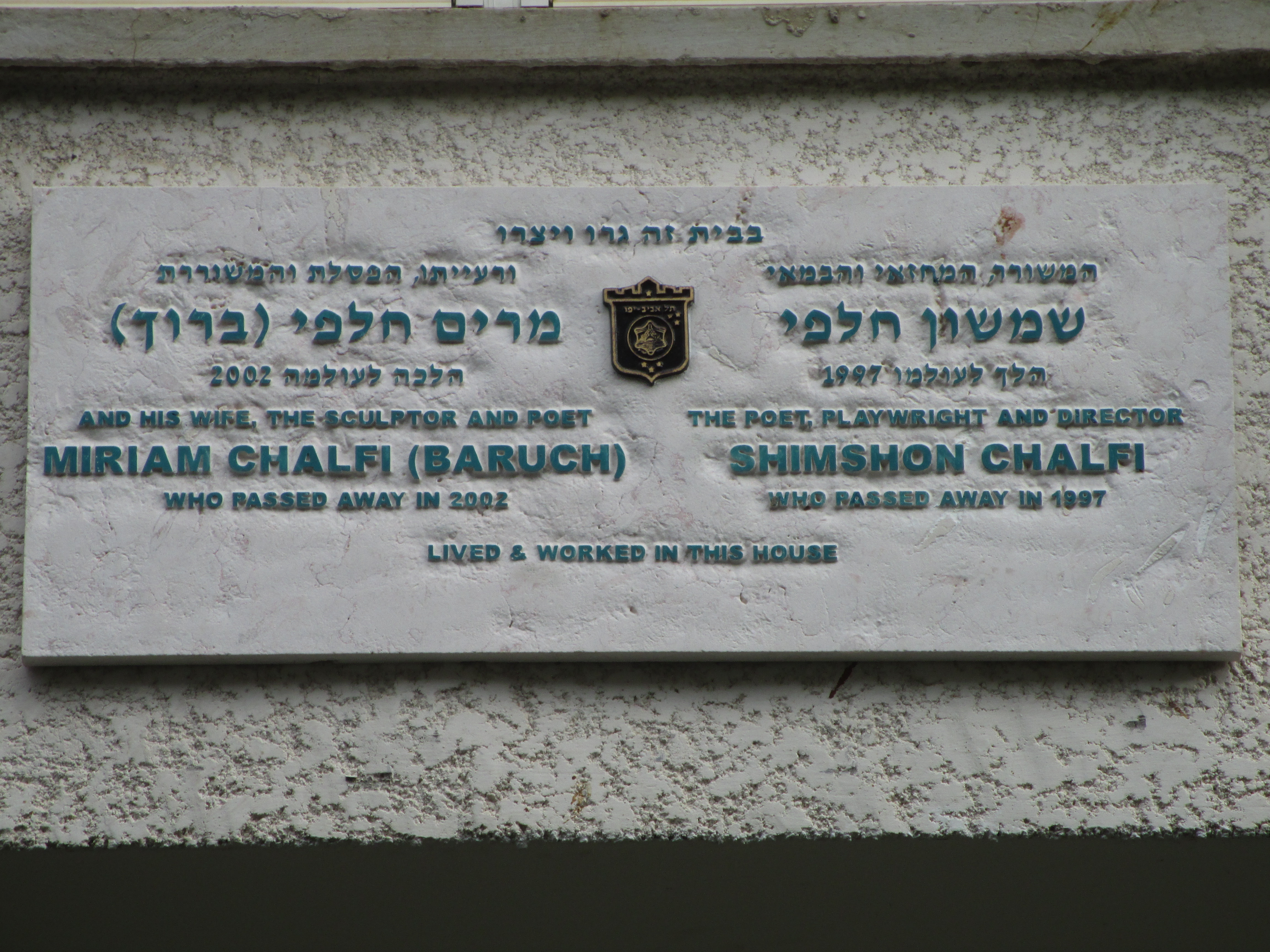
Tablica pamiątkowa poświęcona Miriam i Samsonowi Chalfi na ich domu przy ulicy Mana 23 w Tel Awiwie

Miriam Baruch Chalfi (hebr. ‏מרים ברוך חלפי‎) (ur. 1917 w Sokołowie Podlaskim, zm. 17 października 2002 w Tel Awiwie) – izraelska rzeźbiarka i poetka pochodzenia polskiego.

## Życiorys
Urodziła się jako Miriam Sternbaum w Sokołowie Podlaskim, jej ojciec Baruch był kupcem, a matka Rachel urodziła się w rodzinie Salzbergów. Miriam dorastała w tradycyjnym, syjonistycznym domu. Jej ojciec był maskilem, zwolennikiem Haskali i w młodości uczył ją hebrajskiego. Dwa lata po śmierci matki w 1925 przeniosła się z ojcem, trzema braćmi i siostrą do Palestyny, gdzie zamieszkali w Tel Awiwie. Uczyła się w wieczorowym liceum Gymnasia Humanista, a następnie studiowała na kursie dla nauczycieli przedszkolnych. Pracowała, wykonując różne prace, aby utrzymać rodzinę i braci. Po studiach pracowała jako nauczycielka przedszkolna, następnie w szkolnictwie specjalnym. W 1937 wyszła za mąż za poetę i dramaturga Shimszona Chalfiego, który pochodził z Łodzi. W 1952 para została wysłana do Meksyku, aby uczyć w systemie szkolnym Tarbut/Cultura, gdzie założyli przedszkole hebrajskie. Tam ukończyła studia rzeźbiarskie w La Academía del Arte w Meksyku, oprócz tego zajmowała się poezją, którą publikowała pod pseudonimem „Miriam Baruch”. Po powrocie w 1956 do Izraela kontynuowała studia rzeźbiarskie u Rudiego Lehmanna i Dova Feigina. W 1969 została przyjęta do Stowarzyszenia Malarzy i Rzeźbiarzy. W latach 1977–1975 tworzyła rzeźby w Carrerze i Pietra-Santa we Włoszech. W 1992 ukazał się pierwszy tomik jej poezji, mieszkała i pracowała w Tel Awiwie.
Jej córka Raquel Chalfi jest poetką i filmowcem.

## Twórczość
Twórczość Miriam Chalfi dotyczyła rzeźby, jej prace miały charakter abstrakcyjno-modernistyczny. Ponadto stworzyła kilka prac, które zostały umieszczone przestrzeni publicznej, m.in. płaskorzeźby dla szkoły w Kiryat Gat (1968), rzeźba w Boys' Garden w Ofakim (1975) oraz ścianę pamiątkową na Boys' Mountain w Bnei Brak (1976).
Miriam Baruch CHalfi jest autorką dwóch książek z wierszami, pierwsza Ba-Tavekh ukazała się w 1992 pod pseudonimem Miriam Baruch, w 1999 podczas publikacji drugiej Kimmahon ujawniła swoją tożsamość.